# Tour de Hainan
Le Tour de Hainan (chinois simplifié : 环海南岛国际公路自行车赛 ; chinois traditionnel : 環海南島國際公路自行車賽 ; pinyin : Huán Hǎinán Dǎo Guójì gōnglù zìxíngchē sài ; litt. « Tour cycliste routier international de l'île de Haïnan ») est une course cycliste chinoise disputée sur l'île de Hainan. Créé en 2006, il a intégré l'UCI Asia Tour en catégorie 2.2, et est ensuite passé en catégorie 2.1 en 2007, puis 2.HC en 2009. En 2020, il intègre l'UCI ProSeries, le deuxième niveau du cyclisme international. Mais cette édition est annulée en raison l'épidémie de coronavirus tout comme en 2021 et 2022.
L'épreuve se dispute originellement à la fin octobre/début novembre jusqu'en 2019. À partir de l'édition 2020, elle est prévue au calendrier de début de saison au mois de mars mais sa date est finalement aléatoire après sa période d'abscence : début octobre en 2023, fin août en 2024.

## Palmarès
La première édition a eu lieu en 2006,,,.
| Année | Vainqueur          | Deuxième                    | Troisième           |
| ----- | ------------------ | --------------------------- | ------------------- |
| 2006  | Sergey Kolesnikov  | Satoshi Hirose              | Yoshiyuki Abe       |
| 2007  | Robert Radosz      | Roman Klimov                | Pascal Hungerbühler |
| 2008  | Boris Shpilevsky   | David McCann                | Błażej Janiaczyk    |
| 2009  | Francisco Ventoso  | Grega Bole                  | Vitaliy Buts        |
| 2010  | Valentin Iglinskiy | Johnnie Walker              | Alexei Markov       |
| 2011  | Valentin Iglinskiy | Reinardt Janse van Rensburg | Alexander Schmitt   |
| 2012  | Dmitriy Gruzdev    | Valentin Iglinskiy          | Tobias Ludvigsson   |
| 2013  | Moreno Hofland     | Frédéric Amorison           | Tom Leezer          |
| 2014  | Julien Antomarchi  | Niccolò Bonifazio           | Andrey Zeits        |
| 2015  | Sacha Modolo       | Andrey Zeits                | Julien El Fares     |
| 2016  | Alexey Lutsenko    | Przemysław Niemiec          | Matej Mohorič       |
| 2017  | Jacopo Mosca       | Benjamín Prades             | Emīls Liepiņš       |
| 2018  | Fausto Masnada     | Gino Mäder                  | Julien El Fares     |
| 2023  | Óscar Sevilla      | Sebastian Berwick           | James Piccoli       |
| 2024  | Aaron Gate         | Henok Mulubrhan             | Filippo Magli       |
| 2025  | Kyrylo Tsarenko    | Cristian Raileanu           | Aaron Gate          |